# ニコラス (DD-449)
ニコラス (USS Nicholas, DD/DDE-449) は、アメリカ海軍の駆逐艦。フレッチャー級の一隻。艦名はアメリカ海兵隊の前身とされる大陸海兵隊の総司令官であったサミュエル・ニコラスに由来する。ニコラスの名を持つ駆逐艦としては2代目。
「ニコラス」は第二次世界大戦の戦功で16個、朝鮮戦争の戦功で5個、ベトナム戦争の戦功で9個の従軍星章を受章し、殊勲部隊章も受章した。姉妹艦の「オバノン」(USS O'Bannon, DD-450) に次ぐ16個の従軍星章を第二次世界大戦で受章し、その経歴において受章した従軍星章の総数30個はアメリカ海軍艦艇の中で最多である。

## 艦歴
「ニコラス」は太平洋戦争開戦前の1941年3月3日にメイン州ケネベック川のバス鉄工所で起工された。工期はフェデラル・シップビルディング・アンド・ドライドックで建造された姉妹艦と比べるとやや長引いたが、1942年2月19日にエドワード・B・タイロン夫人によって進水した。隣で建造されていた姉妹艦「オバノン」も同日に進水しており、二隻はフレッチャー級で最初に進水した艦となった。同年6月4日、ネームシップである「フレッチャー」 (USS Fletcher, DD-445) などよりも先に竣工を果たし同日、ウィリアム・D・ブラウン少佐の指揮下就役した。

### 第二次世界大戦
竣工後に太平洋艦隊に配属された「ニコラス」は、1942年9月に姉妹艦（オバノン、フレッチャー、ド・ヘイヴン (USS De Haven, DD-469)、ラドフォード (USS Radford, DD-446)、ジェンキンス (USS Jenkins, DD-447)、ラ・ヴァレット (USS La Vallette, DD-448)、シャヴァリア (USS Chevalier, DD-451)、ストロング (USS Strong, DD-467)、テイラー (USS Taylor, DD-468)）と共にすでにガダルカナルの戦いが始まっていた太平洋南西部へ向かい、ソロモン諸島の戦いへと身を投じることになった。翌1943年1月、ツラギを拠点とする第67任務部隊へ加わった。
1943年2月1日、「ニコラス」は「ド・ヘイヴン」と3隻の戦車揚陸艇と共にツラギへ移動中、九九式艦上爆撃機による急降下爆撃にさらされた。「ド・ヘイヴン」は撃沈されたが、「ニコラス」の被害は至近弾1発のみにとどまり乗員2名が戦死、舵機に損傷を受けた。

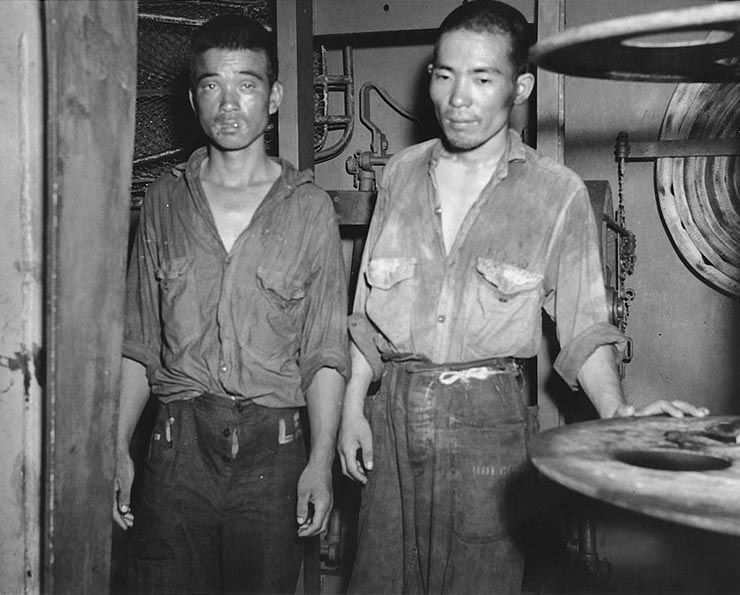
コロンバンガラ島沖海戦で捕虜となりニコラスに収容された軽巡洋艦「神通」の生存者。1943年7月13日撮影。

3月、生き残っていた艦は第21駆逐戦隊（Destroyer Squadron 21, DesRon 21）を編成し、「ニコラス」はその旗艦となった。「ニコラス」と僚艦は続く7か月間ソロモン諸島各地を転戦し数々の地上砲撃や哨戒任務を行ったほか、クラ湾夜戦、コロンバンガラ島沖海戦、ベララベラ海戦などの戦闘に参加することになった。5月13日に敵陣地を砲撃中に3番砲が腔発事故を起こしたため、ヌーメアで修理を受けた。幸いこの事故による死傷者はいなかった。7月6日に発生したクラ湾夜戦の際には、撃沈された軽巡洋艦「ヘレナ」(USS Helena, CL-50) の生存者救助を行っている 。

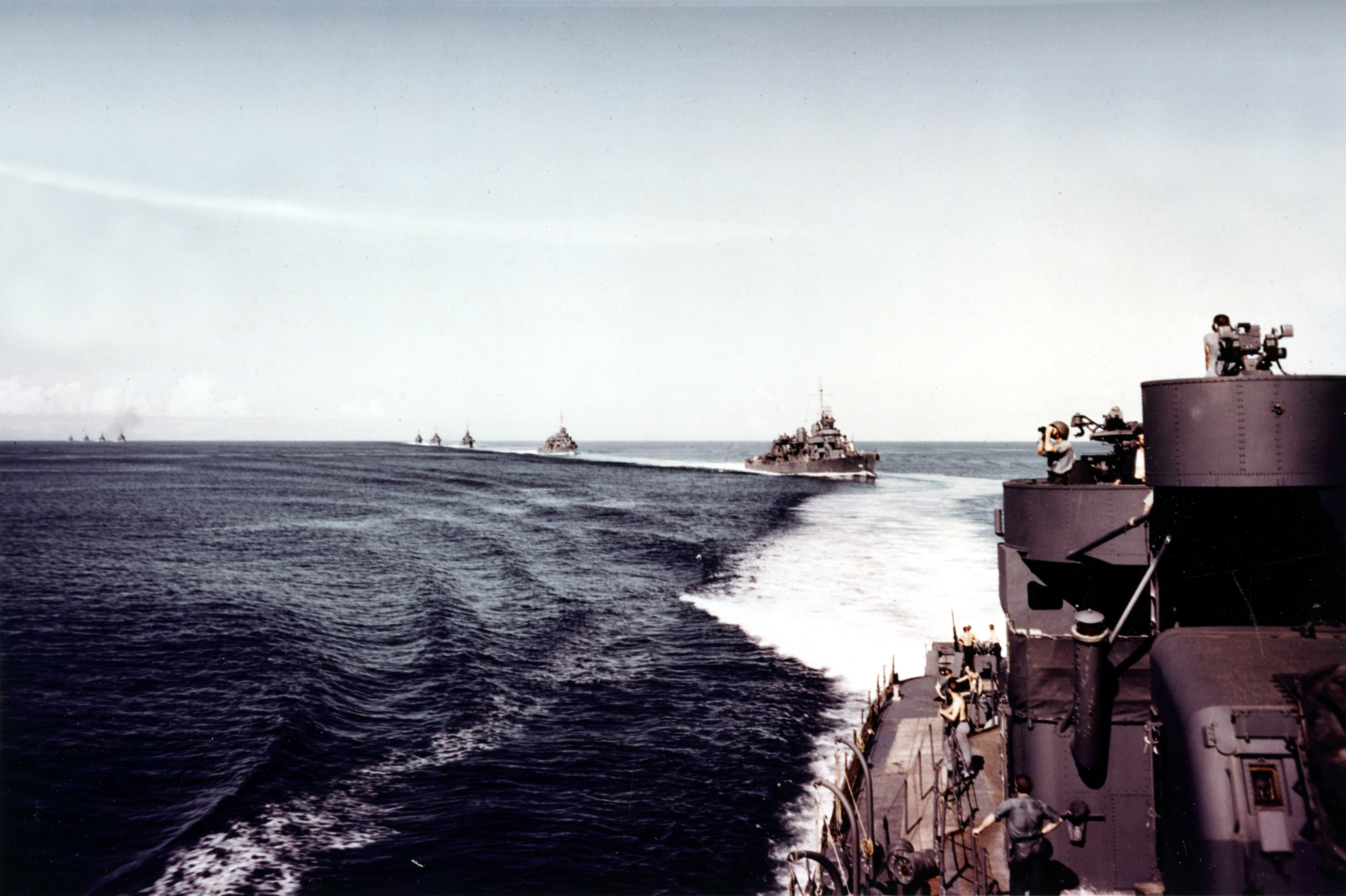
「ニコラス」から撮影された第21駆逐戦隊の各艦。1943年撮影。

7月12日から7月13日に発生したコロンバンガラ島沖海戦では、「ニコラス」は第36.1任務群（旗艦軽巡洋艦「ホノルル」(USS Honolulu, CL-48)）の前衛駆逐隊の指揮艦として日本の第二水雷戦隊（旗艦・軽巡洋艦「神通」）と交戦した。第36.1任務群は戦端を切るや否や敵旗艦の「神通」に砲撃と魚雷を集中して船体を真っ二つに引き裂いた。前衛駆逐隊の「ニコラス」「オバノン」「テイラー」は反転逃走した（ように見えた）「雪風」「浜風」「夕暮」「清波」「三日月」ら日本駆逐隊の追撃を任されたが、追跡する敵影を見失うと代わりに発見した「神通」の残骸に止めの砲撃と魚雷を放って沈黙させた。「ニコラス」艦橋で指揮を執る前衛駆逐隊司令官のフランシス・X・マキナニー大佐は敵を制圧したとすっかり思い込んで前衛駆逐隊を転進させたが、日本駆逐隊は魚雷の再装填のため一時的に退避したに過ぎず、「雪風」艦橋の島居威美大佐（第十六駆逐隊司令官）に指揮された彼らは、スコールの中に隠れつつ18分という「remarkably fast（異常な速さ）」で魚雷の再装填を終えて反撃に転じたので、第36.1任務群の武運は長く続かなかった。「雪風」「浜風」「夕暮」「清波」の四隻（魚雷の再装填装置を装備していなかった「三日月」は戦場を離脱した）は本隊から遠く引き離された「ニコラス」らが戻ってくる前に再攻撃を行い、魚雷攻撃によって「ホノルル」を大破、同じく軽巡洋艦「セントルイス」(USS St. Louis, CL-49) を大破、駆逐艦「グウィン」(USS Gwin, DD-433) を沈没させた。更に混乱の中で駆逐艦「ブキャナン」(USS Buchanan, DD-484) と「ウッドワース」(USS Woodworth, DD-460) が衝突して両艦とも損傷し、第36.1任務群本隊と後衛駆逐隊は壊滅状態となる。「雪風」らが突撃してきた際、第36.1任務群司令官のウォルデン・L・エインズワース少将は接近する艦隊の存在をレーダーで察知していたが、彼の幕僚たちが「レーダーに映るのはニコラスやオバノンたちだ」と進言したため、同士討ちを心配し攻撃を躊躇した。戦史家のサミュエル・エリオット・モリソンは皮肉を込めてこの幕僚たちを「wise guy（お利口さん）」と称している。これより少し前、日本駆逐隊の追撃を命じられた「ニコラス」らが本隊から分離する際に、艦橋のマキナニー大佐が「敵と間違えて物騒なプレゼントを贈らんで下さいよ」と同士討ちを茶化した冗談を言い、これに対し後衛駆逐隊司令官のトーマス・J・ライアン大佐、或いはエインズワース司令官が「心配するな。早くbastard（クソ野郎）どもを叩きのめしてこい。武運を祈る」と景気よく答える通信を交わしていた。別働の日本輸送部隊はコロンバンガラ島アリエル入江への物資の揚陸を完了し、米艦隊は日本の輸送作戦の阻止に失敗した。
1943年10月の終わりにギルバート諸島の戦いに戦隊の僚艦と参加した後、「ニコラス」は本国に帰還してメア・アイランド海軍造船所で戦争中唯一となった改装を行った。
1944年に入ると、「ニコラス」は再び西太平洋における対日作戦に参加した。一連の活動で船団護衛や艦隊護衛を行い、ニューギニアの戦いやボルネオの戦い、フィリピンの戦いの地上砲撃にも参加している。また、2隻の日本海軍の潜水艦を撃沈し、対潜戦でも成果を挙げた。
1944年2月17日朝、タロア島北東200浬地点付近で船団護送中、「ニコラス」は浮上中の潜水艦をレーダー探知したため、砲撃を行った結果、潜水艦は潜航していった。その後「ニコラス」は潜水艦をソナー探知し、爆雷攻撃により撃沈した。この潜水艦は「伊75」であった。
1944年4月22日に「ニコラス」と第21駆逐戦隊はアイタペ上陸を支援、以降5月8日までアイタペとフンボルト湾への補給船団を護衛した。その後は10月半ばにレイテ島の戦いに加わるまでの間、再びソロモン諸島で地上砲撃や対潜哨戒などの任務に従事する。
11月12日、「ニコラス」は「テイラー」と共に、軽巡洋艦「セントルイス」(USS St. Louis, CL-49) を護衛してウルシーからコッソル水道に向かっていた。20時3分、「ニコラス」は20 kmの距離で浮上する潜水艦をレーダー探知。接近した後主砲で砲撃を行った結果、潜水艦は潜航していった。22時、ソナーで潜水艦を探知したため、爆雷18個を落とした結果、潜水艦の反応が消えた。翌11月13日0時30分、潜水艦をソナー探知して対潜掃討の準備を行った。攻撃直前、反応が右舷側に移動したことがわかったため、右舷機関を後進させて右に舵を切り、反応の直上から爆雷を投下。その数分後、海中で大爆発が起きた。その爆発はすさまじく、ニコラスの艦体が揺さぶられるほどだった。その後、午前中に潜水艦のものと思われる破片と日本兵と思われる死体が海上を漂っているのを確認した。この潜水艦は「伊38」であった。
続いて第77.1任務群に加わった「ニコラス」はレイテ湾南端海域での哨戒を行い、神風特別攻撃隊による4度の攻撃を切り抜けた。12月6日にカモテス海の掃討を支援し、オルモック湾の日本海軍補給施設を砲撃すると共に同地への上陸作戦を支援した。
1945年1月1日に第77.3任務群に配属された「ニコラス」は、日本軍の特殊潜航艇による襲撃とほぼ不断の空襲に悩まされながらもリンガエン湾に向かい、2日間にわたる砲撃でリンガエン湾上陸を支援した。1月18日まで砲撃支援を継続した後、ルソン島西部で護衛空母群を護衛。1月24日には島から逃れようとする日本人3名が乗ったモーターボートを確保した。さらに1月29日にサンバレス州への上陸作戦を砲撃支援した。
「ニコラス」のフィリピン各地での活動は続き、2月にレイテ島とミンドロ島間の船団護衛、コレヒドール島などのマニラ湾の島々への砲撃、マリベレスの沿岸軍事施設への砲撃などを行う。3月半ば、バシラン海峡の掃海作業を護衛すると共に、サンボアンガ上陸を援護した。4月にルソン島へ戻り第6軍の戦闘を支援。4月24日には任務を中断してオランダ領東インドへ向かい、5月5日までタラカン島の戦いを支援した。
フィリピンでの活動を離れた「ニコラス」は、続いて沖縄へ向かう。第30.12.2任務隊に属して6月15日に先島諸島を攻撃した後、ウルシー環礁で高速空母機動部隊である第30.8任務群に加わった「ニコラス」は洋上で補給を行う同任務群を護衛している。8月11日に第38.4空母任務群へ加わり、8月13日に東京周辺を空襲する正規空母を護衛した。
8月15日の日本のポツダム宣言受諾公表後、8月27日にニコラスは日本側の特使、水先案内人、通訳を迎え、さらに2日後に戦艦「ミズーリ」(USS Missouri, BB-63) が東京湾に入った際には、「ニコラス」は「オバノン」「テイラー」と共に「ミズーリ」を護衛した。これは「南太平洋から最後の最後までの長い道程での彼女らの勇敢な戦いのために」(because of their valorous fight up the long road from the South Pacific to the very end.) というウィリアム・ハルゼー大将の言葉によるものだった。1945年9月2日の降伏文書調印式に「ニコラス」も立ち会い、調印式後に「ミズーリ」から退艦する連合国の代表らを輸送する任務に従事している。
その後一か月間、解放された連合軍捕虜の送還を支援した後、10月1日に「ニコラス」は本国へ向けて出発し、海軍記念日（Navy Day、10月27日）にシアトルに到着した。その後、1946年6月12日に退役した。

### 大戦後

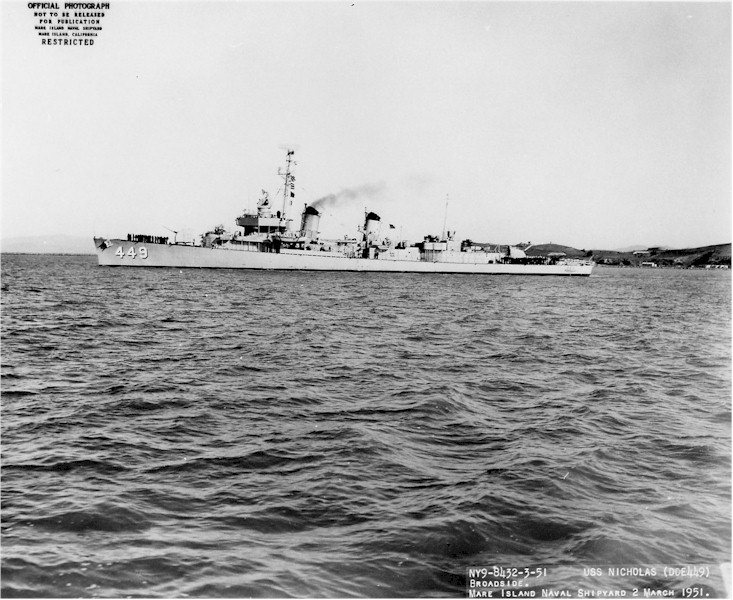
改装後、護衛駆逐艦（DDE）となった「ニコラス」。1951年3月2日撮影。

退役後、太平洋予備役艦隊で保管されていた「ニコラス」は護衛駆逐艦改装の対象艦の一隻に選ばれ、1950年11月に再就役のための改修が始まった。このため1949年3月26日に DDE-449 （護衛駆逐艦）へ艦種変更されている。1951年2月19日に再就役し、西海岸での整調後、真珠湾に向かい同地で第1護衛駆逐戦隊（CortDesRon 1）第12護衛駆逐隊（CortDesDiv 12）に加わる。その後も西太平洋への巡航を続け、6月10日に横須賀に到着した。極東での任務は11月14日まで行われ、「ニコラス」は韓国の沖合で第77任務部隊（Task Force 77, TF 77）の航空母艦への護衛を行い、また横須賀、沖縄での対潜演習、台湾海域の偵察に従事した。1952年5月3日に真珠湾を出航し再び韓国へ向かう。補充艦艇として第112駆逐隊（DesDiv 112）に加わり、始めは第77任務部隊に、続いて第95統合任務部隊（Combined Task Force 95, CTF 95）の配下として朝鮮半島の砲撃ラインで7月まで作戦活動に従事した。11月に第12護衛駆逐隊と共に朝鮮半島に戻り、1953年5月20日まで極東に留まる。
朝鮮戦争の後、「ニコラス」は第1艦隊に配属され毎年の西太平洋配備を経験した。第7艦隊での配備では日本からスマトラ島までの範囲で活動し、一方東太平洋配備ではハワイから西海岸までの範囲で活動を行った。1954年の第1艦隊の任務で中部太平洋に派遣され、キャッスル作戦の支援に従事した。
「ニコラス」には1959年12月から1960年7月にかけて更なる改装（FRAM II）が行われた。フレッチャー級でこの改装が行われたのは、「ニコラス」以外に「ラドフォード」と「ジェンキンス」の二隻のみだった。改修後、第二次世界大戦以来の南シナ海配備が行われ、広範囲な作戦活動に従事した。1962年6月30日に「ニコラス」は DD-449 （駆逐艦）に艦種が戻され、1965年3月にはふたたび南シナ海に展開した。南シナ海ではマーケットタイム作戦に参加し、南ベトナムの海岸線の偵察に従事した。

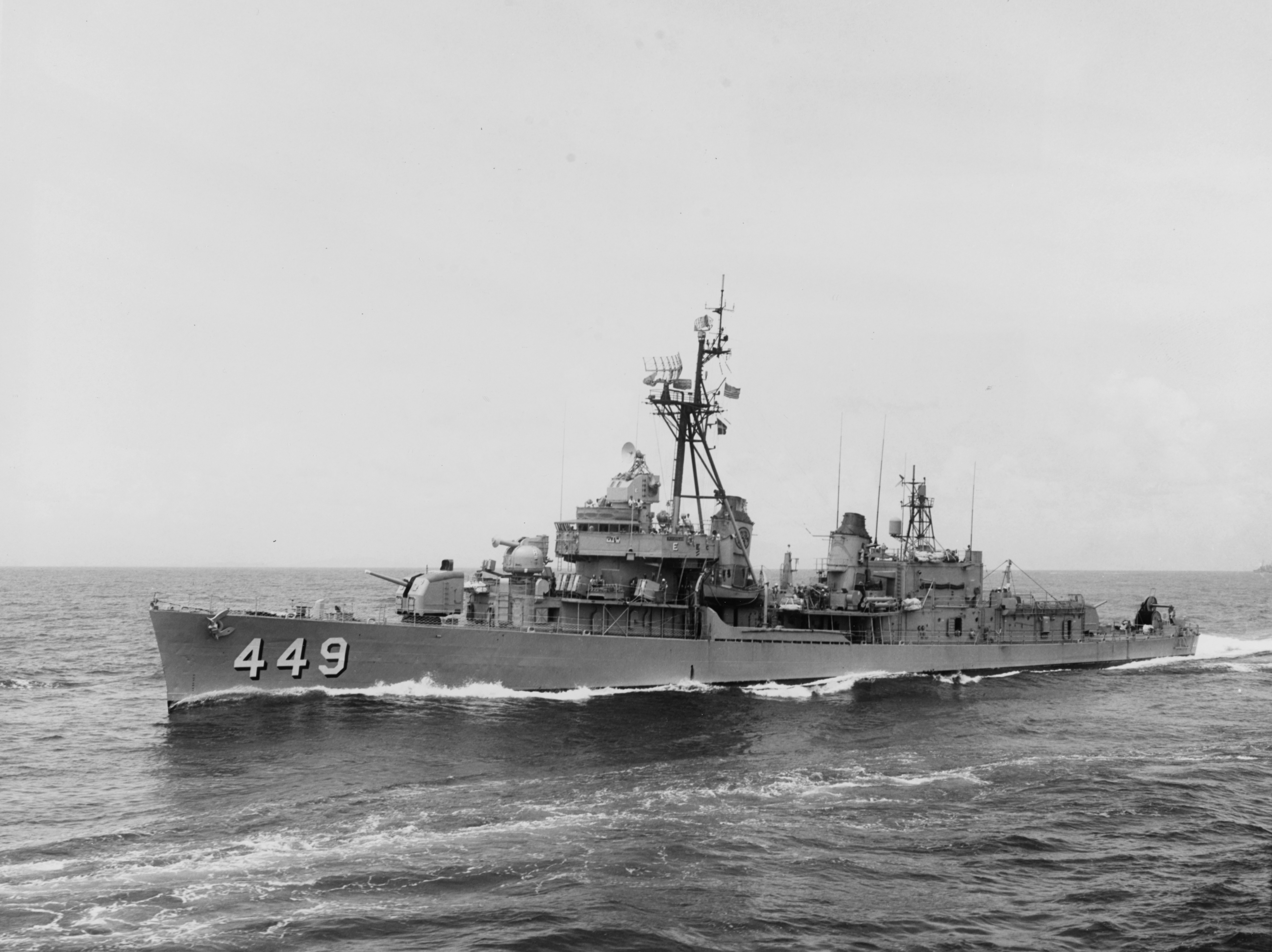
FRAM II改装後の「ニコラス」。QH-50 DASH用の格納庫と飛行甲板に注意。1964年6月撮影。

4月15日に任務が完了し、「ニコラス」は真珠湾に帰還、9月半ばに再びベトナムへ戻る。10月1日にまでに包囲された海岸線に対して12月3日まで監視および砲撃任務を行い、その後台湾海峡の偵察任務を担当した。1966年初めにベトナム海域に戻り、トンキン湾のヤンキー・ステーションでの任務に就く。2月末に帰国の途に就き、オーストラリア、ハワイを経由し3月17日に帰国した。
その後の西太平洋配備は同様のスケジュールが繰り返された。1966年11月から67年5月までの支援砲撃任務は、メコン・デルタでのデッキハウスV作戦が含まれた。「ニコラス」は1968年の大半をベトナム海域で過ごし、ヤンキー・ステーションで砲撃支援を行った。
1968年に東太平洋へ戻り、「ニコラス」はNASAのアポロ計画を支援した。10月8日から23日までアポロ7号の、12月19日から22日まではアポロ8号のカプセル回収のため太平洋のカプセル回収海域で活動した。任務従事後真珠湾に帰還し、ハワイ海域で訓練演習を行い、西太平洋配備に備えた。
1962年に海軍最古の駆逐艦となっていた「ニコラス」は1970年1月30日に退役した。退役式典は真珠湾で行われ、横には姉妹艦の「オバノン」が並んだ。同日除籍され、その後オレゴン州ポートランドに牽引、1972年に解体された。「ニコラス」の退役後、現役に留まったフレッチャー級は7隻のみであった。

## その他
- 「ニコラス」はフレッチャー級の各艦の中でも、生涯を通じて非常に速い艦であった。公試時に37.1ノットを記録し、1年後の時点でも36ノットを発揮していた。そしてそれは戦後のFRAM改装を受けた後ですら維持されていた[3]。